# 花謝花飛飛滿天
《花謝花飛飛滿天》是鳳飛飛第七張個人專輯，1973年9月海山唱片發行。
收錄甄珍、柯俊雄主演電影《天使之吻》主題曲與插曲。

## 海外版專輯銷售量
新加坡南洋商報：

據該機構（大聯機構/凱聯唱片）之發言人謂「天使之吻」唱片銷量目前已達數萬張，另外加外地銷數，將不難達到十萬張的目標。

## 專輯曲目
| 曲序 | 曲名                         | 作詞 | 作曲 | 編曲 | 長度   | 備註                                                                  |
| A1   | 寒星                         | 文杰 | 古月 |      | 03'32" | 原唱：夏台瑄                                                          |
| A2   | 笑笑笑                       | 文杰 | 古月 |      | 02'42" |                                                                       |
| A3   | 明日君再來                   | 文杰 | 古月 |      |        | 原唱：夏台瑄                                                          |
| A4   | 請你帶走你的愛               | 文杰 | 古月 |      |        | 原唱：歐陽菲菲                                                        |
| A5   | 長堤                         | 田雨 | 古月 |      |        | 原唱：楊小萍                                                          |
| A6   | 電影音樂－《花謝花飛飛滿天》 |      | 古月 |      |        |                                                                       |
| B1   | 花謝花飛飛滿天               | 文杰 | 古月 |      | 02'15" | 夏台瑄翻唱；收錄於《逃避愛情心不安》 千百惠翻唱；收錄於《往日情懷 2》 |
| B2   | 相聚少離別多                 | 田雨 | 古月 |      |        | 原唱：楊小萍                                                          |
| B3   | 找不到原來的我               | 文杰 | 古月 |      |        | 原唱：楊小萍                                                          |
| B4   | 回來吧！姑娘                 |      |      |      |        | 演唱人：謝雷                                                          |
| B5   | 我的回憶有個你               | 孫儀 |      |      |        | 姚蘇蓉翻唱；收錄於《風雨未歸人》                                      |
| B6   | 電影音樂－《相聚少離別多》   |      | 古月 |      |        |                                                                       |

## 專輯版本
- 黑膠唱片[2]
  - 1973年9月台灣海山唱片發行
  - 1974年新加坡、馬來西亞凱聯唱片（大聯機構與海山唱片合作發行商標）發行
    - 鳳飛飛、任珍【天使之吻】[3]
    - 《笑笑笑》改名爲《郊遊》
    - 抽出《相聚少離別多》《回來吧！姑娘》（謝雷）《我的回憶有個你》《相聚少離別多（電影音樂）》《寒星》《長堤》《花謝花飛飛滿天（電影音樂）》
    - 加入《風雨未歸人》（鳳飛飛）以及任珍的6首歌：《寒星》《你就這樣走了》《我怎能愛你》《那個人就是我》《是誰喚走了你》《我不要再流浪》
- 卡帶
  - 1973年9月台灣海山唱片發行
- 匣式帶
  - 1973年新加坡大聯機構發行 -【鳳飛飛 劉家昌 任珍 -「串串風鈴響」與「天使之吻」全部插曲】[4]
- CD
  - 【昨日‧現在‧永遠的鳳飛飛版】2002年台灣麗歌唱片發行[5]
  - 【鳳飛飛海山飛藏專輯全記錄】2015年1月台灣飛躍藝人經紀工作室製作；喜瑪拉雅發行
  - 【海山復刻版】2015年5月22日台灣海山唱片發行[6]

## 外部連結
. 新明日報.